# 武替道
《武替道》（英語：Stuntman）是一部2024年香港動作劇情片，由梁冠堯、梁冠舜執導，劉俊謙、董瑋、蔡思韵、伍允龍、梁雍婷、林耀聲、張達倫、車婉婉、杜燕歌、吳瑞庭主演，香港「首部劇情電影計劃」第七屆專業組的得獎作品，香港電影發展局電影發展基金與創意香港資助。本戲以武打演員作為題材。
本片於2024年9月26日於香港正式公映。
2024年11月，《武替道》入選第37屆中國金雞百花電影節華語影展，並獲“年度期待華語電影獎”。

## 劇情
1980年代，正值香港動作電影蓬勃時期，李森（林耀聲飾）為著名電影動作指導，在一次於尖沙咀東拍攝跳橋動作戲份時，出現了嚴重事故，使武師阿金（鄒文正飾）從此下半身癱瘓，被阿金臨陣頂替的師弟梁志威（翁煒桐飾）則逃過一劫。因為這個事故，李森黯然退出影壇，更因長年迷於工作，而令妻子阿盈（梁雍婷飾）決定帶女兒Cherry離開，婚姻破裂收場。
時間來到2020年代現代，李森（董瑋飾）已轉行成為跌打醫師，在一次武行聚會上，被前合作夥伴楚導（杜燕歌飾）提出拍攝最後一部電影，力邀復出，更邀請了成為明星的梁志威（伍允龍飾）加入。機緣巧合之下，熱愛動作電影但苦無出頭機會的半職武行李世龍（龍仔，劉俊謙飾）被李森相中，授命擔任副動作指導。然而電影開拍，李森與阿威衝突不斷，龍仔更從中成為磨心。同時李森更得要面對女兒Cherry（蔡思韻飾）出嫁和修補關係的時刻。電影能否順利拍攝，而李森又能否及時修補與女兒的關係？

## 演員
| 演員   | 角色            | 介紹 |
| 董瑋   | 李森            | 曾經叱吒影壇的武術指導，曾指導過的影片都蜚聲國際，但做事過度認真，向來將電影工作放在首位，忽略其他人的感受而導致不和，加上發生意外，漸漸被業界遺棄，被迫轉行當跌打醫師。息影多年後，在昔日拍檔楚導的力邀下，決定重出江湖，同時間亦為女兒Cherry的婚禮大為緊張，企圖修復彼此破裂的關係。角色構思影射梁小熊的經歷。 |
| 劉俊謙 | 李世龍 （龍仔） | 從小就喜歡看港產動作電影，夢想是成為武師，多年來一直努力參與製作，卻一直因欠缺人脈苦無機會，因開工不足為兄長的物流公司當幫工，一次送貨偶然認識了過氣武打指導李森，兩個抱著同樣夢想的動作演員一拍即合，決定用一部「巔峰之作」讓港產動作片再次發光發熱，可惜李森嚴厲苛刻，自己處處受傷之餘，更因被警方拘捕而欲想中途退出，幸好李森改變態度，並觀看了先前拍好的動作片段，才決定復出繼續拍攝。角色構思影射伍允龍的經歷。           |
| 伍允龍 | 梁志威 （威哥） | 著名武打巨星，剛入行時擔任龍虎武師，曾為武術指導李森的助手。在影圈浮沉多年，終於因楚天行提攜得到飾演男主角的機會，並一步步超越昔日恩師，成為一線巨星，並有自己的班底，名為「威家班」，外表雖然顯得目中無人，實則非常關顧手足。由於是楚導的告別作才與李森合作，但對李森的做人及處事手法非常不滿，並因此多次發生衝突。其後影片拍攝因資金突然收緊而腰斬拍攝，最後在自己以不收片酬的協助下才可恢復完成。角色構思影射甄子丹的經歷。 |
| 蔡思韵 | Cherry          | 李森、盈之女，陶瓷工作室東主，將要結婚。幼少時期因為生父專注於電影拍攝，導致母親改嫁他人，所以生父的印象只停留在自己的童年時期，祈望在婚禮籌備過程中多點認識生父，可惜生父表現欠佳，最後婚禮上改由繼父帶入進場，直到進入影廠看到生父進行危險動作後才能釋懷。 |
| 張達倫 | 李世傑 （阿傑） | 李世龍兄長，與弟弟感情很好，和弟弟一樣，從小喜歡香港動作電影。但是基於家庭壓力，後來選擇開設自己的物流公司，眼見弟弟擔任武術亮指導開工不足收入低微，於是安排弟弟在自己物流公司轉做幫工，並為弟弟購入貨車及印製卡片，鼓勵弟弟全身投入物流業，努力賺錢為自己的未來打算，可惜弟弟不領情兩兄弟常有爭吵，最後提供大量紙皮盒給弟弟完成拍攝而和好。                                                                                   |
| 杜燕歌 | 楚天行 (楚導)   | 李森在電影業經常合作的拍檔，80年代名導演，退休告別作力邀李森復出，亦是帶梁志威出身成為動作演員的伯樂。李森及梁志威常因拍攝手法不同而處於對立，常成為兩人之間的磨心。角色影射曾棒過動作巨星的導演袁和平，角色名字影射楚原。 |
| 吳瑞庭 | 阿金            | 李森旗下的的武術指導，梁志威的師兄，因拍攝意外導致下半身癱瘓，需要以輪椅代步，李森每月存錢接濟，而轉行成為茶餐廳東主。角色構思影射特技演員陳強的經歷。 |
| 車婉婉 | 娟              | 阿金的妻子，茶餐廳東主，辛苦照顧女兒及半身癱瘓的丈夫，亦要獨力苦於經營茶餐廳，無法原諒李森之餘，亦將所有李森的資助金全數退回。 |
| 梁雍婷 | 盈              | 李森前妻，因為無法忍受丈夫只顧工作、冷落家庭，於是決定離婚和帶着女兒Cherry改嫁他人，直至女兒出嫁前某時間點病逝。 |
| 林耀聲 | 年輕李森        | 年輕時的自己一直專注拍戲，因而冷落前妻和女兒 Cherry。雖然如願成為叱咤影壇的武術指導，但是家人仍然選擇離開。其後在尖沙咀東部的一次拍攝意外，令自己被迫選擇忍痛息影轉行。 |
| 鄒文正 | 年輕阿金        | 一場在尖沙咀東部由李森負責指導的動作拍攝，由於梁志威膽怯，李森指使自己代替梁志威執行，結果出了意外受傷。 |
| 翁煒桐 | 年輕梁志威      | 一場在尖沙咀東部由高處跳下的動作拍攝，由於膽怯久久未能跳下，被李森破口大罵換角。 |
| 盧海鷹 | 副導演          | 楚天行的副手，由於李森拍攝動作場面拍攝超時，於是不斷催逼李森停工。 |
| 劉嘉琪 | 威哥助手        | 梁志威的女助手，時常跟隨其左右打點一切。 |
| 黃素歡 | 李太            | 阿傑及龍仔的生母，家庭主婦，喜歡觀看香港電影，李森到訪家中，主動要求李森留下吃晚飯。 |
| 張敏潔 | 演員            | 與梁志威作對手戲的女演員，被奸人綑綁及禁錮屋內，被他拯救。 |
| 鄭仲恒 | 演員            | 一場在尖沙咀東部的動作拍攝，飾演疾惡如仇的主角，追捕正在逃走的奸角。 |
| 張翼和 | 演員            | 一場在尖沙咀東部的動作拍攝，扮演逃走的奸角。 |
| 羅頌欣 | 演員            | Cherry姊妹，婚禮司儀。 |
| 楊容蓮 | 蓮姐            | 片場負責所有人員吃喝茶水的女工，幫手搬運紙皮盒。 |

## 製作

### 開發
導演梁冠堯、梁冠舜自小熱愛香港動作片，在加拿大修畢大學及經歷科網股泡沫爆破後，2006年回流香港追尋事業。但拍畢2007年電影《雙子神偷》後，沒有工作機會再到來，令梁氏兄弟不得不轉行，但仍然半職地學習拍攝技巧、參加鮮浪潮短片比賽等等。劇本雛形始於2013年，梁氏兄弟當時正在構思一部電影去描述香港動作片的興起與沒落，內容啟發自兩兄弟在武行的經歷。當中的情節亦有源自於現實拍攝事件，例如《旺角卡門》中張學友街景追逐一幕，是近乎無許可證下拍攝；以及結尾紙皮盒着陸一幕參考自1985年《龍的心》幕後花絮，當時仍為特技演員的錢嘉樂有份演出跳樓一幕。梁氏兄弟曾將劇本三度投寄「首部劇情電影計劃」，但先後落選。其後梁氏兄弟先後認識了編劇曾憲寧和葉偉平，邀請其參與編寫劇本，最終於2022年11月，重寫版本的劇本在「首部劇情電影計劃」勝出，獲得電影發展基金800萬港幣的注資，電影公司無限動力創辦人及電影製作人陳羅超出任本片監製，並其公司負責電影的發行。

### 選角
導演梁冠堯表示，選擇董瑋來飾演「森哥」一角，是因為他具有深厚的背景和豐富的演藝經歷，董瑋無論是氣場抑或演技，都展現出深厚功力，完美符合這個角色的需求：董瑋一出場，觀眾就深信森哥就是香港武術指導界的傳奇人物。除了董瑋外，劉俊謙飾演「龍仔」一角也是電影中的關鍵角色，導演梁冠舜表示，要找到一位能夠表現出動作武師身手的年輕演員並不容易，由於劉仲謙早前在《九龍城寨之圍城》的身手表現及演技獲觀眾讚賞，於是就選擇了劉俊謙。「威哥」這個角色身份是動作巨星，與「森哥」存在著極深矛盾。梁冠堯構思這個角色時，第一個最佳人選想到的就是伍允龍，伍允龍的動作實力不容置疑，加上在拍攝時伍允龍亦可以將自己的經歷投入戲內，使「威哥」這個角色更具說服力。。
自《以青春的名義》後，董瑋闊別7年再擔任演員，而以電影主要演員計算，董瑋上一次擔當主角已是1992年的《神槍手與咖喱雞》。劉仲謙與伍允龍繼《九龍城寨之圍城》後第二次合作。劉仲謙與蔡思韵繼《幻愛》、《九龍城寨之圍城》後第三度在同一齣電影擔當演員。

### 拍攝
主體拍攝於2023年3月4日正式展開，於觀塘舉行開鏡禮。歷時總共拍攝19天，當中13天主力拍攝動作場面，再當中的3天於尖沙咀半島中心商場內拍攝開場動作片段，主力重塑1980-90年代的動作片風格，亦參考了《警察故事》第一集結局永安中心的打鬥場面。另外電影亦於尖沙咀東、尖沙咀海傍星光大道、廣東道油麻地地段、觀塘工業區以及清水灣片廠等等取景。電影於同年3月29日正式煞青，進入後期製作。

## 票房
2024年9月28日香港票房衝破港幣100萬。
9月29日票房衝破200萬港元。
受惠於10月1日的國慶假期及香港戲院商會舉辦「10.1 半價睇好戲」活動，10月1日票房衝破300萬，再於同日晩上衝破400萬港元。
10月4日衝破500萬港元。
10月6日衝破600萬港元。
10月12日衝破700萬港元。
10月20日衝破835萬港元。
10月30日衝破900萬港元。
2025年7月25日在日本全國上映。經過首個周末後，票房已衝破1000萬日圓（約53萬港元）

## 獎項及提名
| 年份 | 頒獎典禮             | 獎項               | 名單           | 結果 |
| ---- | -------------------- | ------------------ | -------------- | ---- |
| 2024 | 第61屆金馬獎         | 最佳動作設計       | 江道海、梁博恩 | 提名 |
| 2024 | 第37屆中國電影金雞獎 | 年度期待華語電影獎 | 《武替道》     | 獲獎 |
| 2025 | 第43屆香港電影金像獎 | 最佳動作設計       | 江道海、梁博恩 | 提名 |
| 2025 | 第43屆香港電影金像獎 | 新晉導演           | 梁冠堯、梁冠舜 | 提名 |

## 國際參展
| 國家 | 影展/電影節                                        | 項目         |
| 美国 | 第44屆夏威夷國際電影節                             | 參展電影之一 |
| 美国 | 第25屆新港灘國際電影節                             | 香港聚焦精選 |
| 日本 | 第三屆「光影浪潮：香港電影新動力」香港電影巡迴影展 | 參展電影之一 |

## 外部連結
- 武替道的Facebook專頁
- 武替道的Instagram帳戶
- 香港影庫上《武替道》的資料（繁體中文）
- 豆瓣电影上《武替道》的資料 （简体中文）
- 互联网电影数据库（IMDb）上《武替道》的资料（英文）